# Mamá es boba
Mamá es boba es una película española de 1997 dirigida y escrita por Santiago Lorenzo.

## Argumento
La historia está narrada desde el punto de vista de Martín, un niño de doce años que vive en Palencia y sufre acoso escolar, algo que pasa desapercibido para sus padres, Gema y Toribio, de quienes siente vergüenza ajena por su ingenuidad. Todo cambia después de que Gema encuentre trabajo en Teleaquí, una nueva televisión local. Aunque entra como limpiadora, los directivos del canal descubren su candidez y pretenden convertirla en presentadora del informativo con un contrato ilegal, valiéndose de los errores que comete leyendo las noticias para ganar audiencia. Esta situación provoca que toda la familia termine convirtiéndose en el hazmerreír de la ciudad, aunque Martín sea el único que se percate de ello.

## Reparto
La siguiente lista solo recoge los actores protagonistas de la historia:
- José Luis Lago como Martín Zamora
- Faustina Camacho como Gema Perdulí
- Eduardo Antuña como Toribio Zamora
- Cristina Marcos como Ana Cooper
- Ginés García Millán como Enrique
- Juan Antonio Quintana como Manuel

## Producción
Mamá es boba es el primer largometraje de Santiago Lorenzo, quien previamente había dirigido varios cortos a través de su propia productora, El Lápiz de la Factoría. En 1995 produjo Caracol, col, col, obra de Pablo Llorens, galardonado con un Premio Goya al mejor cortometraje de animación.
La película fue autoproducida por Lorenzo, contó con un presupuesto de 85 millones de pesetas (unos 510.000 euros) y tuvo un rodaje muy accidentado. El director definió la cinta como una «comedia amarga» sobre unas personas tan bondadosas como ingenuas que no encajan en una sociedad falta de escrúpulos, y que refleja también la madurez en la infancia. Salvo por la presencia como antagonista de Cristina Marcos, ganadora del premio Goya a la mejor actriz en 1994, la mayoría del reparto estaba compuesto por actores teatrales que debutaban en cine, entre ellos Eduardo Antuña y Faustina Camacho como los padres del protagonista. En un primer momento iba a llamarse Payaso, pero el autor le cambió el título después de que una amiga le preguntara por «la película de la mamá boba».
Su estreno tuvo lugar en la sección oficial de la Semana Internacional de Cine de Valladolid de 1997, pero hubo problemas para encontrar una distribuidora y no se pudo exhibir en salas comerciales hasta mayo de 1999. Años después Lorenzo guionizó Un buen día lo tiene cualquiera (2007), cinta de la que ha renegado en posteriores entrevistas, y en la década de 2010 desarrolló una prolífica carrera como escritor. Su primer libro, Los millones (Blackie Books, 2010), está basado en una idea que tiempo atrás había sido planteada como guion para una película.

## Recepción y crítica
La película tuvo una acogida dispar entre la crítica especializada: el diario El País llegó a definirla como un título «difícil de etiquetar» que aporta «una visión tierna y cruel de la infancia», poniendo especial énfasis en el guion, pero también hubo críticas a cuestiones técnicas como el sonido ambiente y la inclusión de elementos visuales sin relación aparente con la historia. A pesar de que la cinta apenas recaudó dinero por los problemas de distribución, con el paso del tiempo se ha puesto en valor la denuncia que hizo del acoso social y la influencia de los medios de comunicación. En el reparto destacaron las actuaciones de Eduardo Antuña, quien desarrolló una larga carrera como actor cómico, y en especial de Faustina Camacho como Gema Perdulí: la actriz nunca vio la película estrenada porque falleció en diciembre de 1997, a los 35 años, víctima de un cáncer.
El crítico Jordi Costa consideró que Mamá es boba es la «síntesis perfecta» de la obra posterior de Santiago Lorenzo como escritor, basada en historias cotidianas protagonizadas por gente poco afortunada a la que «de repente le empiezan a pasar cosas».